# Helsinki-klass
Helsinki-klass är en fartygsklass bestående av robotbåtar som användes av den finländska marinen. Fartygen byggdes mellan 1981 och 1985 vid Wärtsiläs Helsingforsvarvet. År 2004 togs två fartyg ur bruk och de två övriga har sålts till den kroatiska flottan som en del av Patria AMV-affären.

## Fartyg i klassen
| Namn     | Sjösatt         | Tagen i tjänst   | Öde                                            |
| -------- | --------------- | ---------------- | ---------------------------------------------- |
| Helsinki | 5 november 1980 | 1 september 1981 | Avrustad 2002. Skrotad 2006.                   |
| Turku    | —               | 3 juni 1985      | Avrustad 2002. Skrotad 2006.                   |
| Oulu     | —               | 1 oktober 1985   | Såld till Kroatien 2008 som RTOP-41 Vukovar.   |
| Kotka    | —               | 16 juni 1986     | Såld till Kroatien 2008 som RTOP-42 Dubrovnik. |

Alla hade hemmahamn i Pansio.

## Galleri

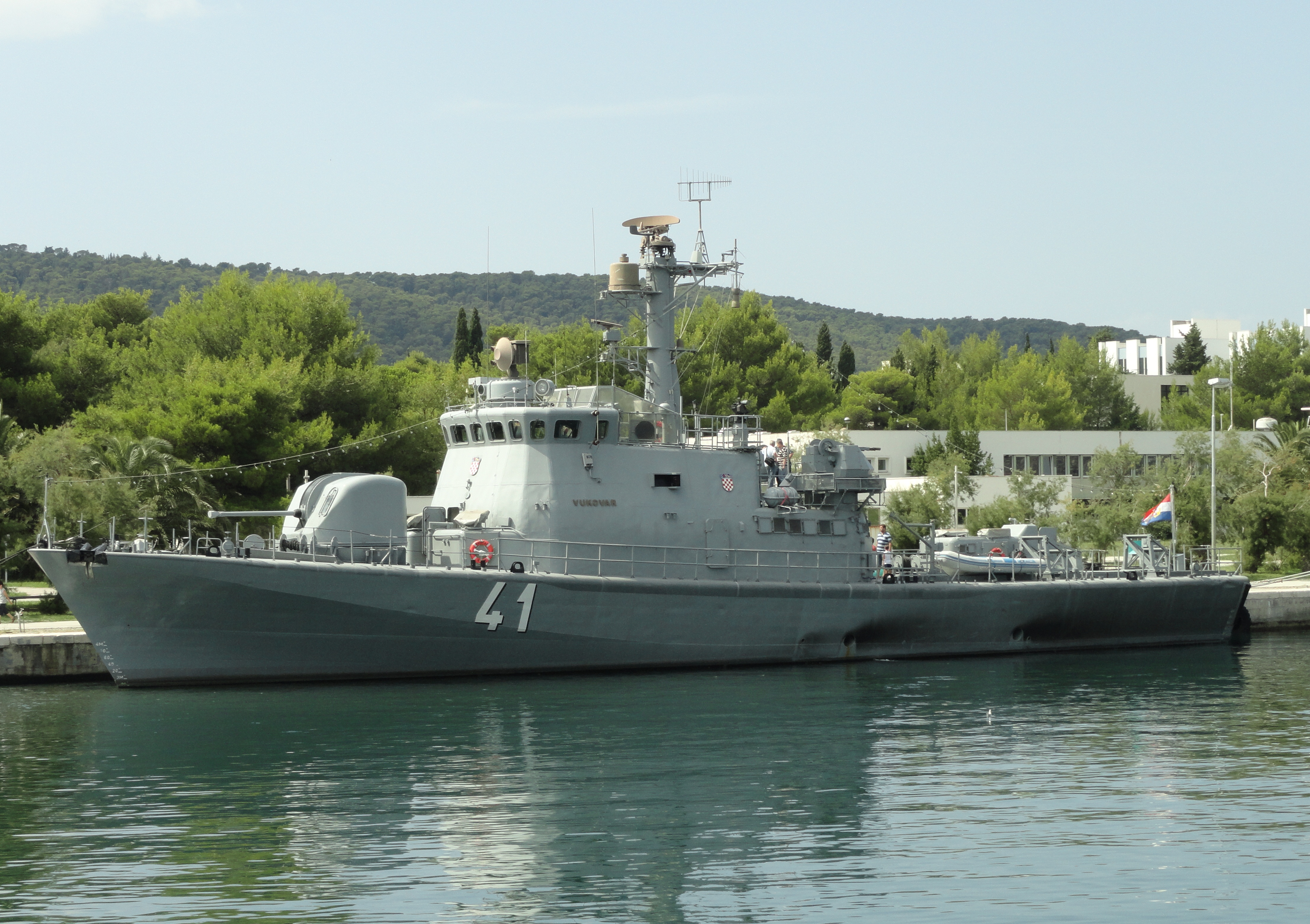
Oulu numera Vukovar i Kroatien.